# الیو روت
الیو روت (به انگلیسی: Elihu Root) وزیر امور خارجه و وزیر جنگ ایالات متحده از حزب جمهوری‌خواه بود. وی همچنین در فاصله سالهای ۱۹۰۹ تا ۱۹۱۵ میلادی سناتور ایالت نیویورک در سنای ایالات متحده آمریکا بود.